# 73式大型トラック

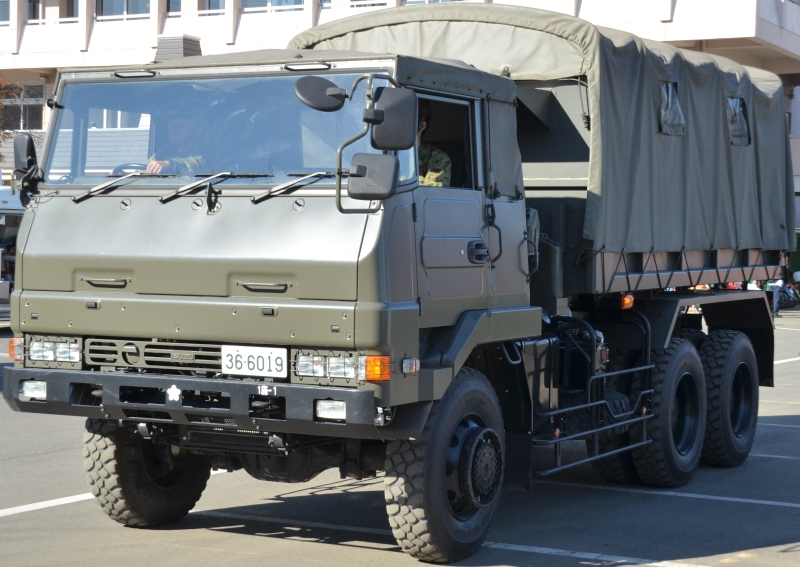
新型

73式大型トラック（ななさんしきおおがたトラック、Type 73 ougata truck）は、自衛隊で使用されている車両である。製作はいすゞ自動車。1973年（昭和48年）より調達開始。2003年（平成15年）度以降納入車両は、製造コストの削減・部品の共通化・民生品の活用の一環から「制式化」対象から除外され、以後の納入された車両の正式名称については「3 1/2tトラック」に変更された。
初代モデルは約40年前に登場し、現在は8代目のモデルが配備されている。2011年（平成23年）に発生した東日本大震災の際には、他の自衛隊車両が津波による水没で次々と行動不能になる中で唯一稼働するなど、高い耐久性を証明している。
隊員間での愛称は「SKW」、「大型」、「3t半（さんとんはん）」、「カーゴ」などと呼ばれている。

## 概要
73式大型トラックは、人員及び物資輸送などに用いられる汎用キャブオーバートラックで、陸上自衛隊の部隊では全ての職種部隊に配備されている車両である。「3 1/2t」とは悪路走行時や慎重な取り扱いを要する物品などを扱う場合の標準積載量で、これとは別に良路の平地などを走行する場合に適用される最大積載量という数値も設定されている。なお、陸上自衛隊の車両呼称に重量が採用されている場合、その数値はすべて標準積載量を表している。
1973年（昭和48年）よりそれまでのボンネット型TSD・2トン半トラックから更新され、現在では後述の改良型および新型を含め、更新を完了している。ダンプトラック型や地対空誘導弾の自走発射機型の他、キャブ部分に各種の装備を積載したバリエーションも数多く存在する。
「73式」と呼称されるが、前述のとおり製造コストの削減・民生品の活用の一環・製造ラインの民生用車両との同一製造等による車両部品の共通化等により、制式化対象から除外されており、2003年（平成15年）度製造分の車両からはいすゞ自動車製造ラインの関係から同社が製造している他車種に導入されている部品・技術も導入されている。
旧型車両の一部は海外派遣時に各部隊で防弾板の取り付け、運転席と助手席間にエアコン装置の取り付け、前照灯・速度表示灯等の改良が施され、派遣終了後もその状態で使用されている車両が存在する。
|          | 1/2tトラック | 1 1/2tトラック | 3 1/2tトラック | 高機動車  | 軽装甲機動車 | 96式装輪装甲車 | 輸送防護車 |
| -------- | ------------ | -------------- | -------------- | --------- | ------------ | -------------- | ---------- |
| 画像     |              |                |                |           |              |                |            |
| 全長     | 4.14 m       | 5.49 m         | 7.15 m         | 4.91 m    | 4.4 m        | 6.84 m         | 7.18 m     |
| 全幅     | 1.76 m       | 2.22 m         | 2.48 m         | 2.15 m    | 2.04 m       | 2.48 m         | 2.48 m     |
| 全高     | 1.97 m       | 2.56 m         | 3.08 m         | 2.24 m    | 1.85 m       | 1.85 m         | 2.65 m     |
| 重量     | 約 1.94 t    | 約 3.04 t      | 約 8.57 t      | 約 2.64 t | 約 4.5 t     | 約 14.5 t      | 約 14.5 t  |
| 最高速度 | 135 km/h     | 115 km/h       | 105 km/h       | 125 km/h  | 100 km/h     | 100 km/h       | 100 km/h   |
| 乗員数   | 6名          | 19名           | 22名           | 10名      | 4名          | 10名           | 10名       |

## 形式
生産・配備された時期により3つの形式に分けることができる。初期型、改良型、新型の三種類があり、基本的には同じ車両ではあるものの、設計は異なる。
初期型および改良型はエンジン始動の際にキー操作だけでなくメインスイッチを操作しなければ電気系統がONにならなかった。新型に関してはエンジンキーをONまで回せば電気系統も同時にONになるようにされている。

### 初期型（SKW-440~441）
1973年（昭和48年）から配備された基本タイプ。初期型は前面に開口部があり、ラジエーターが露出している。エンジン停止には車両中央部の停止用スイッチを引く必要がある。
トランスミッションはフルシンクロ化されておらず、2-5速のみシンクロ化されている。フロントフリーホイールハブは手動ロック式で、前輪を駆動する場合は下車して操作する必要がある。また、全輪駆動させる場合は運転席左のスイッチ若しくはレバーによる操作が必要である。シフトレバーはトランスミッション直結式でトランスミッションが若干後部にある関係上、シフトノブも後部から前部にかけて曲がったような形状をしていた。（極々初期の車両はシフトレバーが黒色塗装であったが、シフトパターン変更に伴い誤操作防止のため、赤色に塗装された。（投稿写真参照））
フロントウインドシールドのワイパーは上部吊り下げ式で4本。また、フロントのナンバープレートはラジエーターのスリット（上部）とガードメッシュ（下部）の間に位置する。ブレーキペダルは踏み込み式で強力に作動させる為には数回踏み込む動作が要求される。
サイドブレーキは運転席左の床にあり、引く際・戻す際は前屈みにならないと操作できない。

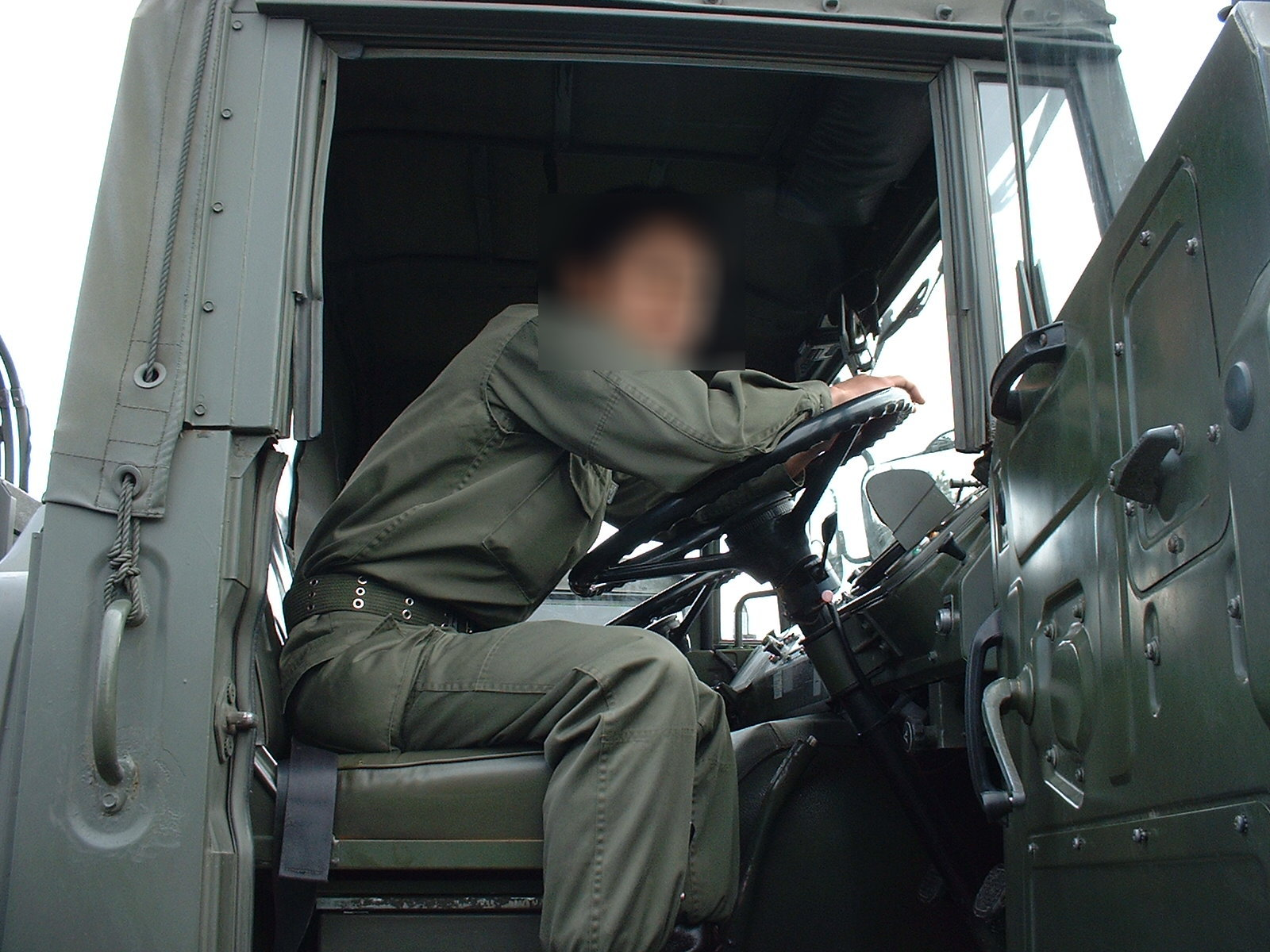
旧型車両の内部、ペダルの形状は床からの踏み込み式。手前斜め形状パネルの下スイッチがバッテリースイッチである
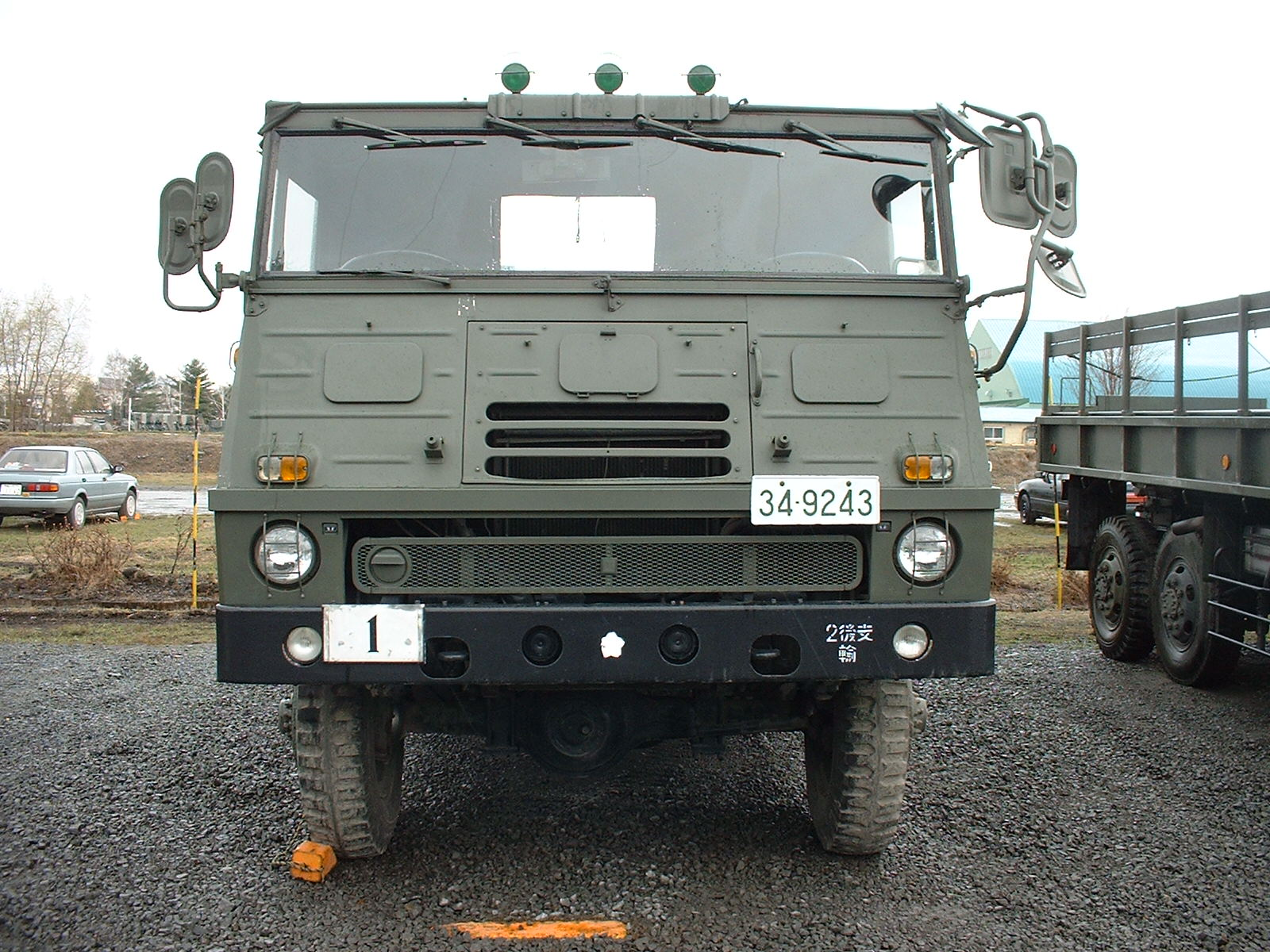
旧型自動車教習所車両。助手席側にもハンドルが装備されているのが確認できる。この時代の大型トラックの例に漏れず、ルーフには速度表示灯がある
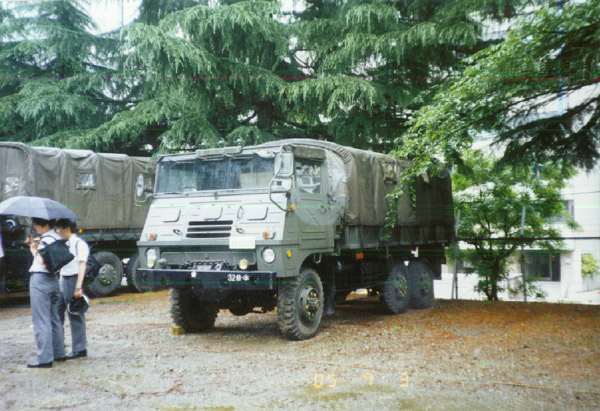
73式大型トラック（初期型）

### 改良型（SKW-462~464）

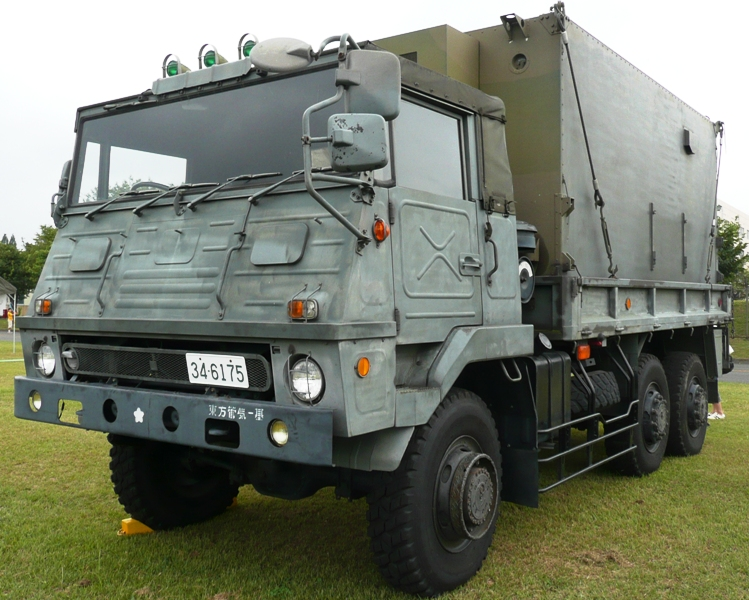
73式大型トラック（改良型）

1987年（昭和62年）から配備された。変更点はキャビンの大型化、エンジンの出力増強、ハブリダクションの採用など。5速MTだがシフトレバーは直結でなくリンケージ式となる。
SKW-464にはABSが装備され、スロットルがドライブ・バイ・ワイヤに変更されている。フロントウインドシールドのワイパーは下部4本。フロントのナンバープレートはガードメッシュ左側（正面から見て右側）に位置する。タイヤはバイアスからラジアルに変更された。ブレーキペダルに関しては、このタイプからオルガン型ペダルへ仕様変更された。
エンジンストップはハンドル左下のスイッチを引くことで停止する。
この形式までの各種計器類スイッチは、旧車によく見られる手前に引くノブ式となっている。

### 新型（SKW-475・476・477）

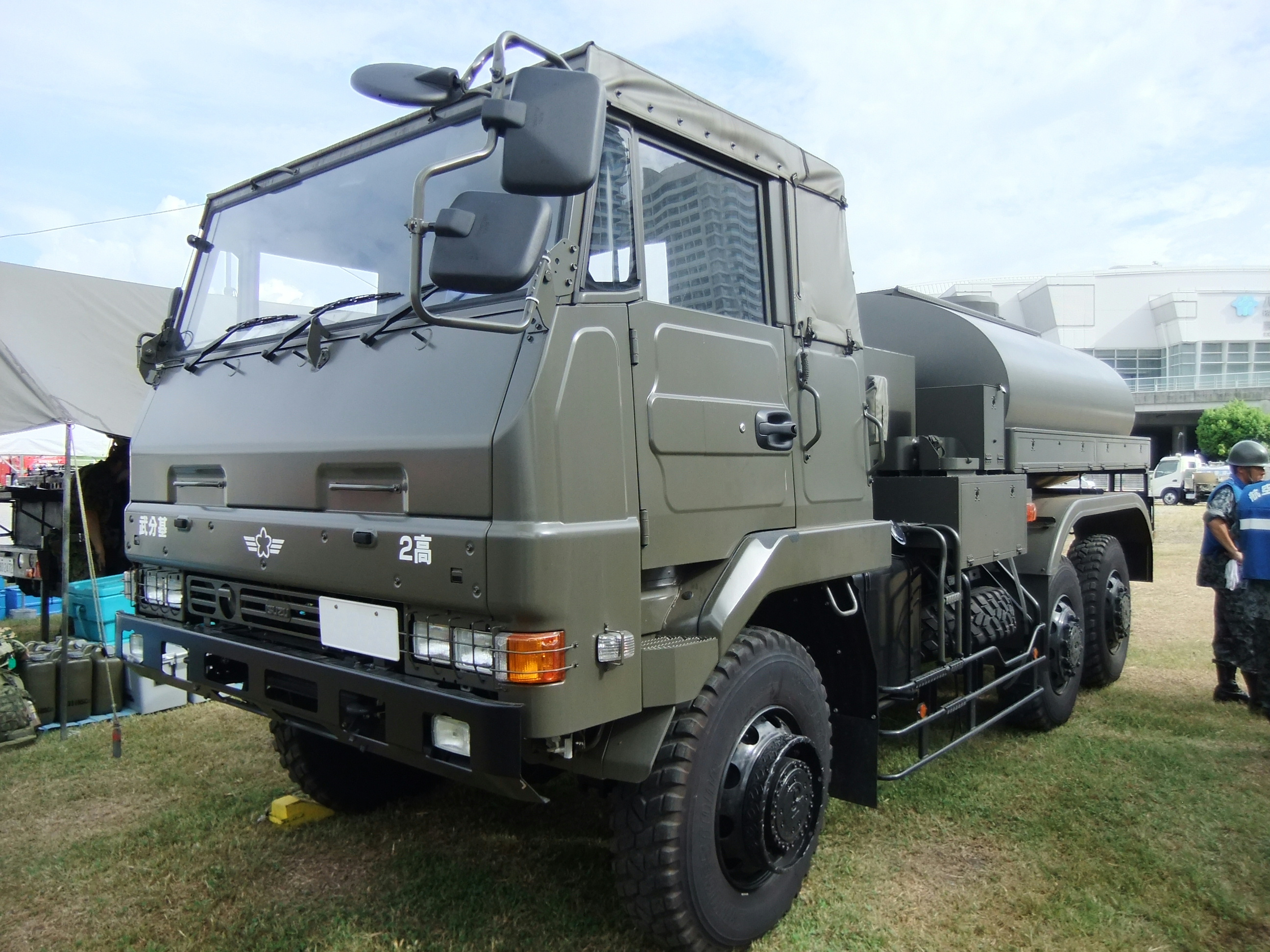
73式大型トラック（新型、3 1/2t水タンク車）

1999年（平成11年）から配備された。変更点はキャビンの形状・エンジンの出力増強・一般部隊に納入される車両に関しては変速機を6速ATへ変更と、変速機のギア比率変更による最高速度の上昇、各師団自動車教習所向け教習車両の更新用には同系のMT車を納入（シフトノブなどは当初改良型、2003年（平成15年）度納入分以後は民生用に準じたものが使われている）し、後に納入されたSKW-476はエンジンが直6ターボに変更されているとともに当時発展的であった大型トラック用ATに関する民生用の技術を導入した結果ATの制御が変更されている。2012年（平成24年）より納入された車両は方向指示器が増設されている。
2000年（平成12年）初頭からは速度表示灯を装備しない（リミッター付きで最高時速が90キロを越えられない）車両が納入されるようになった。
これ以外にも、いすゞ製民間用トラックをベースにしているため、主として排ガス対策で年度によって細部が変更されている。2005年（平成17年）度納入車からはエンジンがV8 8P系から直6 6UZ系に変更された。
このタイプからエンジン停止はキーの操作だけで行えるようになった。ハンドル下部付近に「エンジン停止スイッチ」が存在するが、使用はキー操作だけでエンジンが停止しない場合などの緊急時のみに制限される。この形式からはATに仕様変更を行った当初の時期を除き民生品の活用の一環として計器類・パーキングブレーキのスイッチは民間の物に準じた物が使用されている他、駐車ブレーキもワイヤータイプからホイールパーク式に変更されている（大型車のATにはパーキングが存在しないためとブレーキの強化が目的）。

## 派生型

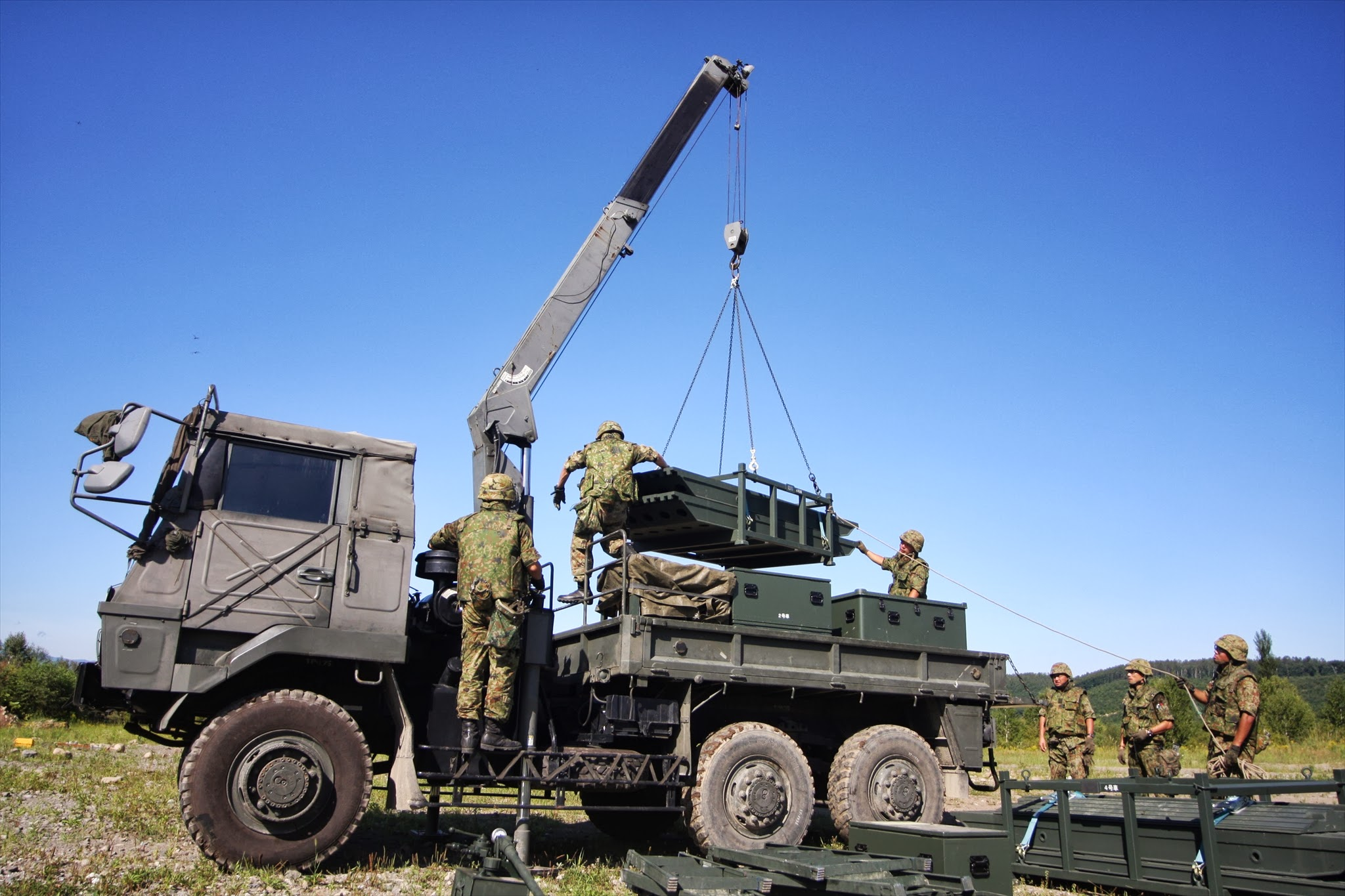
3 1/2tトラック（作業装置付）

3 1/2tダンプ車[36-****]
軽レッカ[35-****]
道路障害作業車[74-****]
81式短SAM搭載車
11式短SAM搭載車
3 1/2t燃料タンク車
3 1/2t航空用燃料タンク車
3 1/2t水タンク車[31-****]
散水車[37-****]
除染車[81-****]
生物偵察車[81-****]
国際任務仕様
イラク派遣を機に配備が開始されたタイプ。フロントガラスを防弾化し、ドアと車体正面に装甲を装着している。
暖房装置付[35-****]
寒冷地での人員輸送用に荷台側面2箇所に暖房装置が装備された車両。主に北海道や東北方面の部隊に導入。
ウインチ付車[33-****]
73式大型トラックと73式大型トラック（長）の前部にウインチを装備したタイプ。
有蓋車（シェルター車）
幌ではなく、整備のための工具・機材や各種装備などを格納したシェルター（箱）を搭載するための車両。
作業装置付[37-****]
73式大型トラックに作業用のクレーンが追加で装着されたもの。荷台の乗車定数は16名。
73式大型トラック（長）
通常の73式大型トラックより全長が1,000mmほど延長されている。荷台の乗車定員は24名。
対空戦闘指揮装置用車
対空戦闘指揮装置を搭載するための専用車で、アオリのデザインが変更され、全長も通常より500mmほど延長されている。
炊事車［47-****」
航空自衛隊の装備。荷台に野外炊具1号と同じ機材が搭載されている。こちらは自走型。
教習用車輌[34-9***]以降の車番の車輌。
助手席側にハンドルとブレーキ、スピードメーター、パワーステアリング切替装置などを装備した車輌。

## 諸元・性能
| 形式   | 全長    | 全幅    | 全高    | 車両重量 | 積載量            | エンジン                                | 出力  | 最高速度 | 乗車定員 |
| ------ | ------- | ------- | ------- | -------- | ----------------- | --------------------------------------- | ----- | -------- | -------- |
| 初期型 | 7,030mm | 2,485mm | 3,080mm | 7,980kg  | 路外3.5t 路上6.0t | いすゞ製 水冷V型8気筒ディーゼルエンジン | 240ps | 95km/h   | 22名     |
| 改良型 | 8,130mm | 2,470mm | 3,080mm | 7,980kg  | 路外3.5t 路上6.0t | いすゞ製 水冷V型8気筒ディーゼルエンジン | 240ps | 95km/h   | 22名     |
| 新型   | 7,150mm | 2,485mm | 3,080mm | 8,570kg  | 路外3.5t 路上6.0t | いすゞ製 水冷V型8気筒ディーゼルエンジン | 285ps | 105km/h  | 22名     |

最大積載量・乗車定員のみを見れば道路交通法令上の区分は中型自動車となるが、上記のように当該車種は自重が8,570kgと重く、これに路上での最大積載量の6,000kgを加え計算すると車両総重量が15,780kgとなるため、「自衛隊車両限定」大型免許が必要になる。また、自衛官が公務で操縦する際には、「初級装輪操縦」課程の教育を受講した隊員に限定されている。

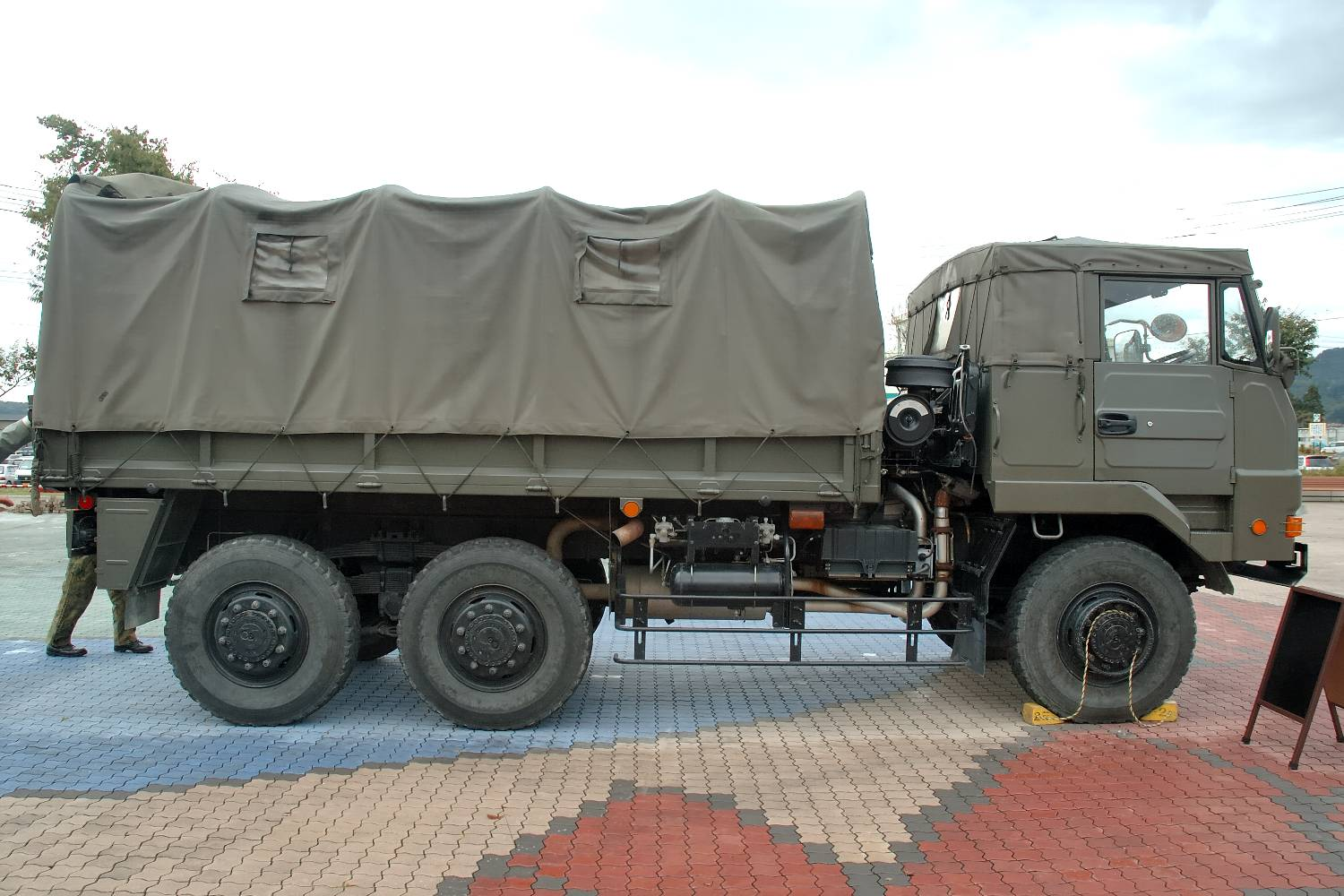
新型側面
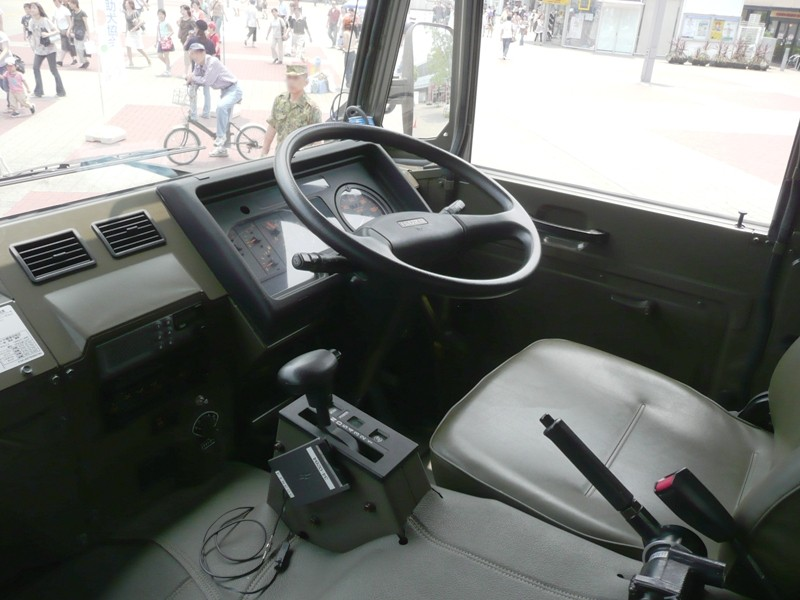
新型の運転席
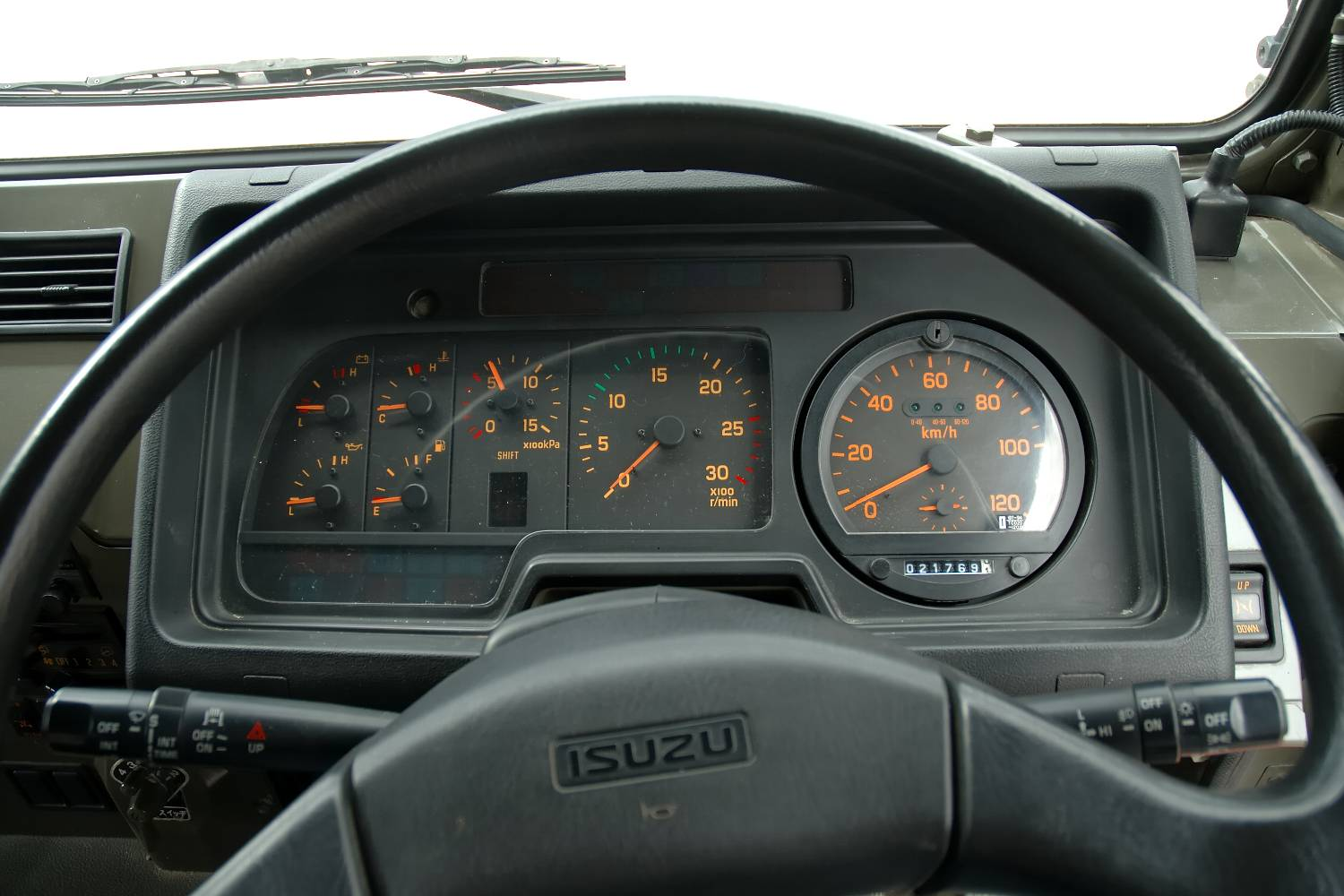
新型のメーター部
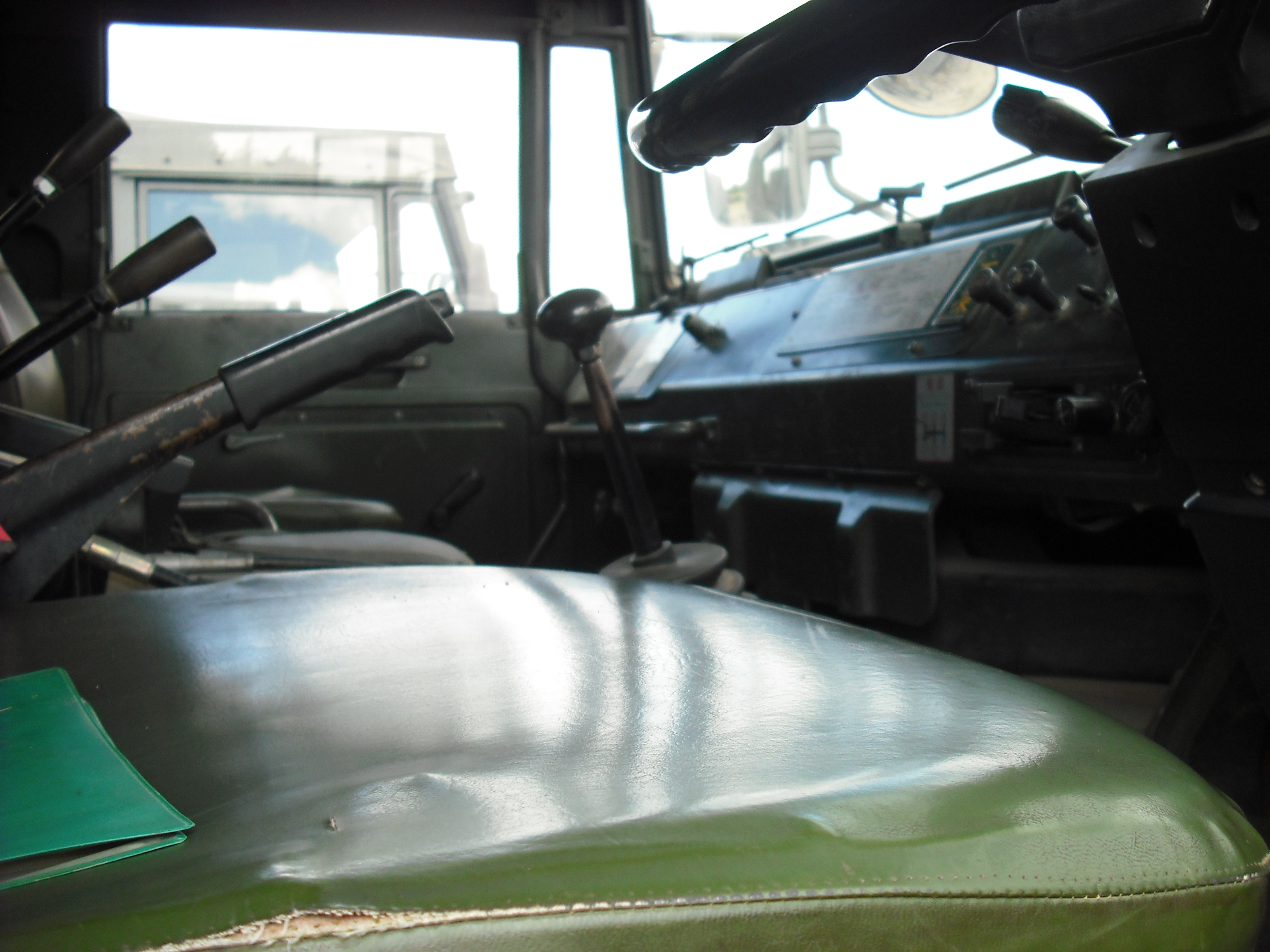
改良型のシフトレバー・サイドブレーキなど
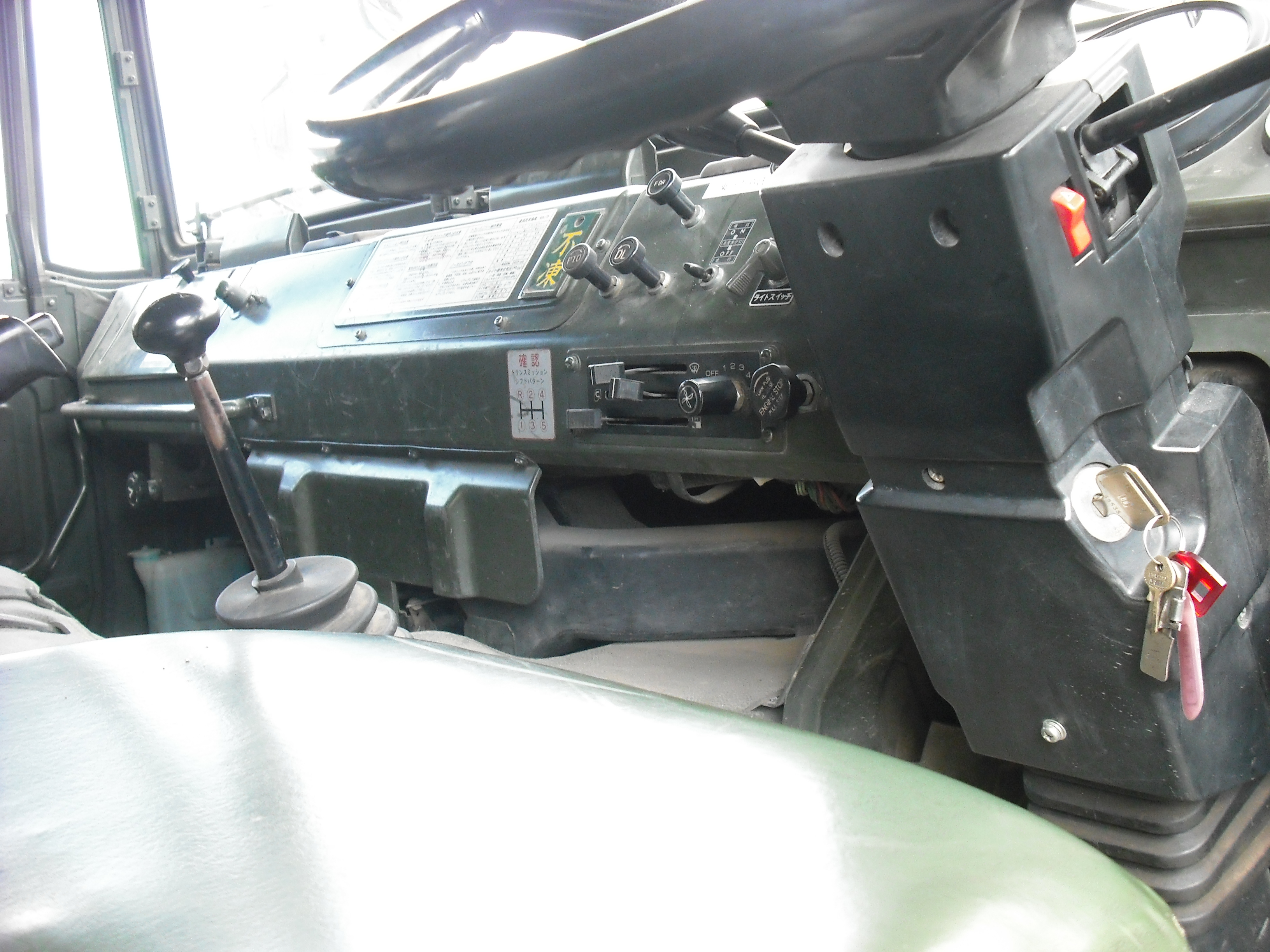
改良型操作パネル付近、デフロックやPTOスイッチ・エンジンストップスイッチなどが確認できる
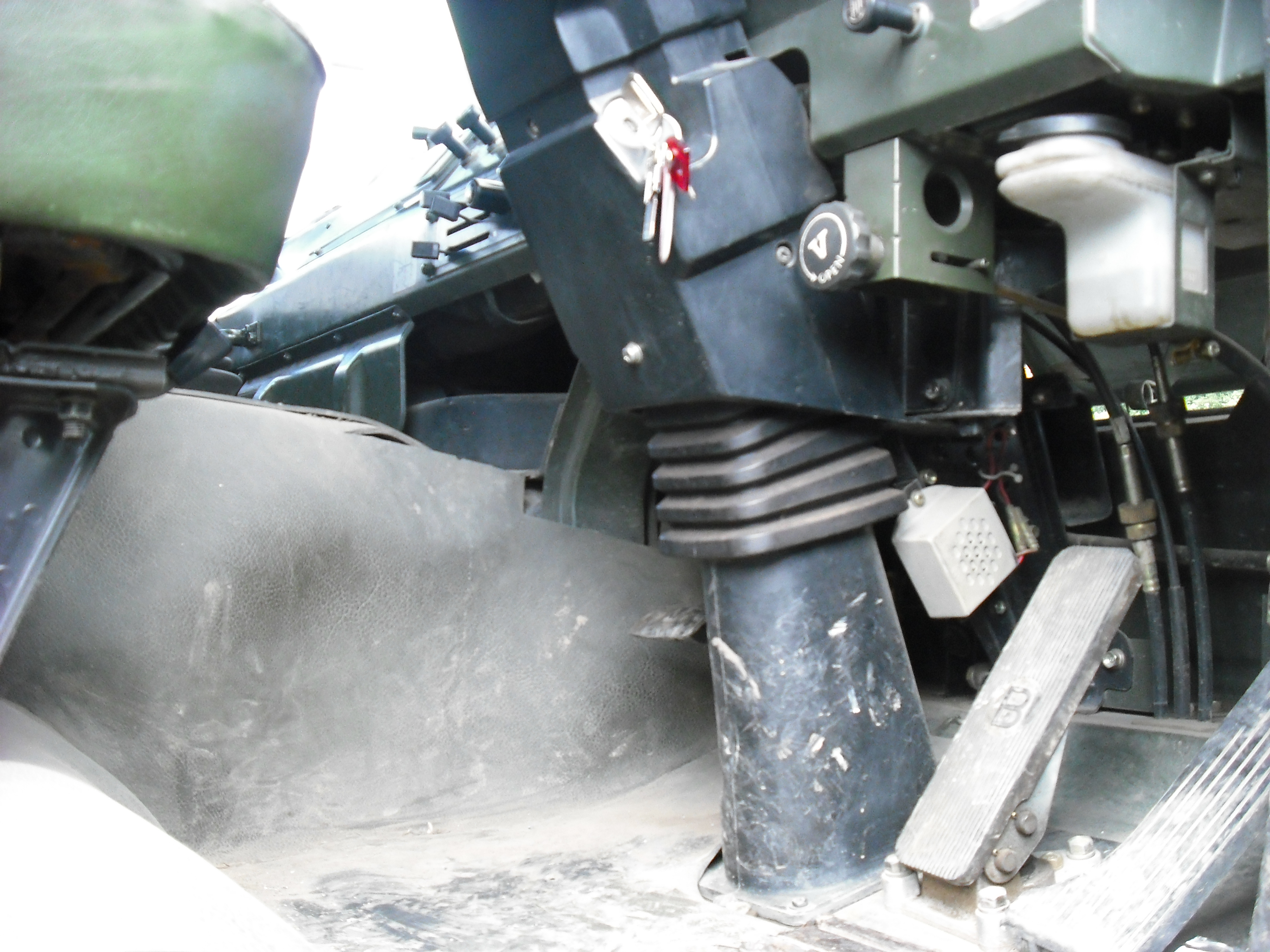
改良型からオルガン式ブレーキに変更されていることが確認できる
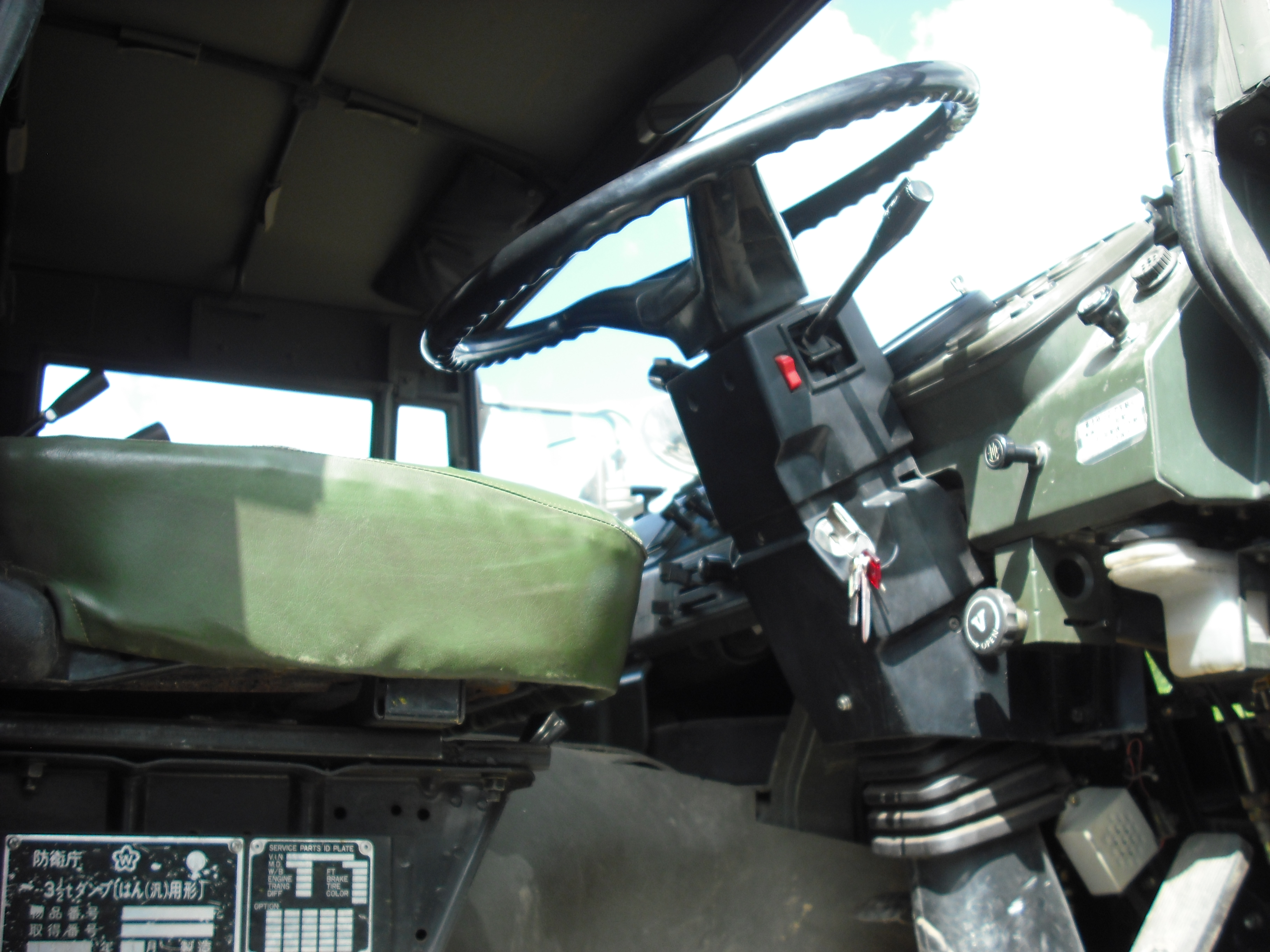
バッテリースイッチや余熱スイッチの位置などの確認ができる
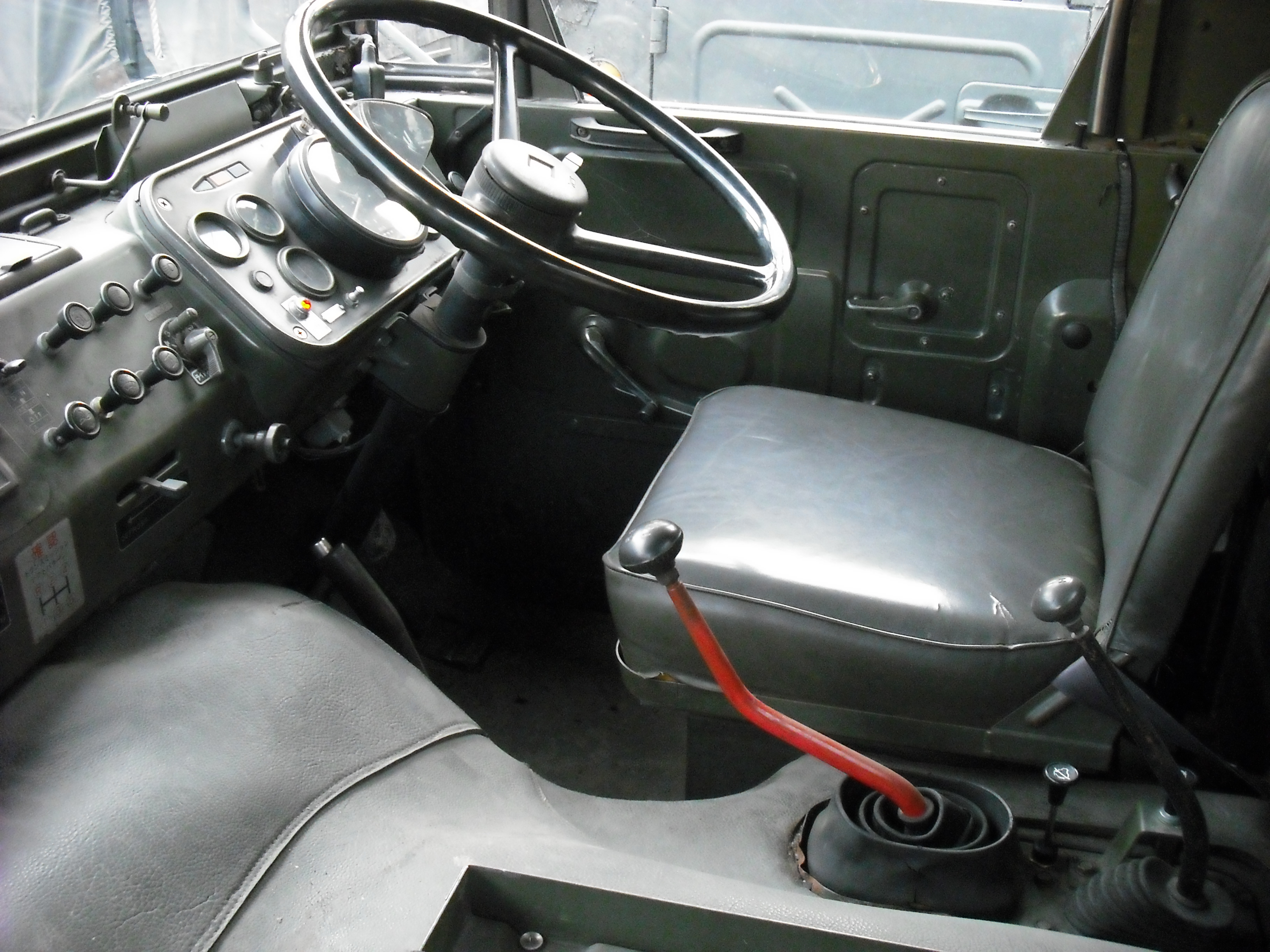
初期型の運転席および操作スイッチ、シフトレバーの形状及び運転席左下のエンジンストップスイッチとHL切り替えレバーに隠れるように全駆スイッチが確認できる
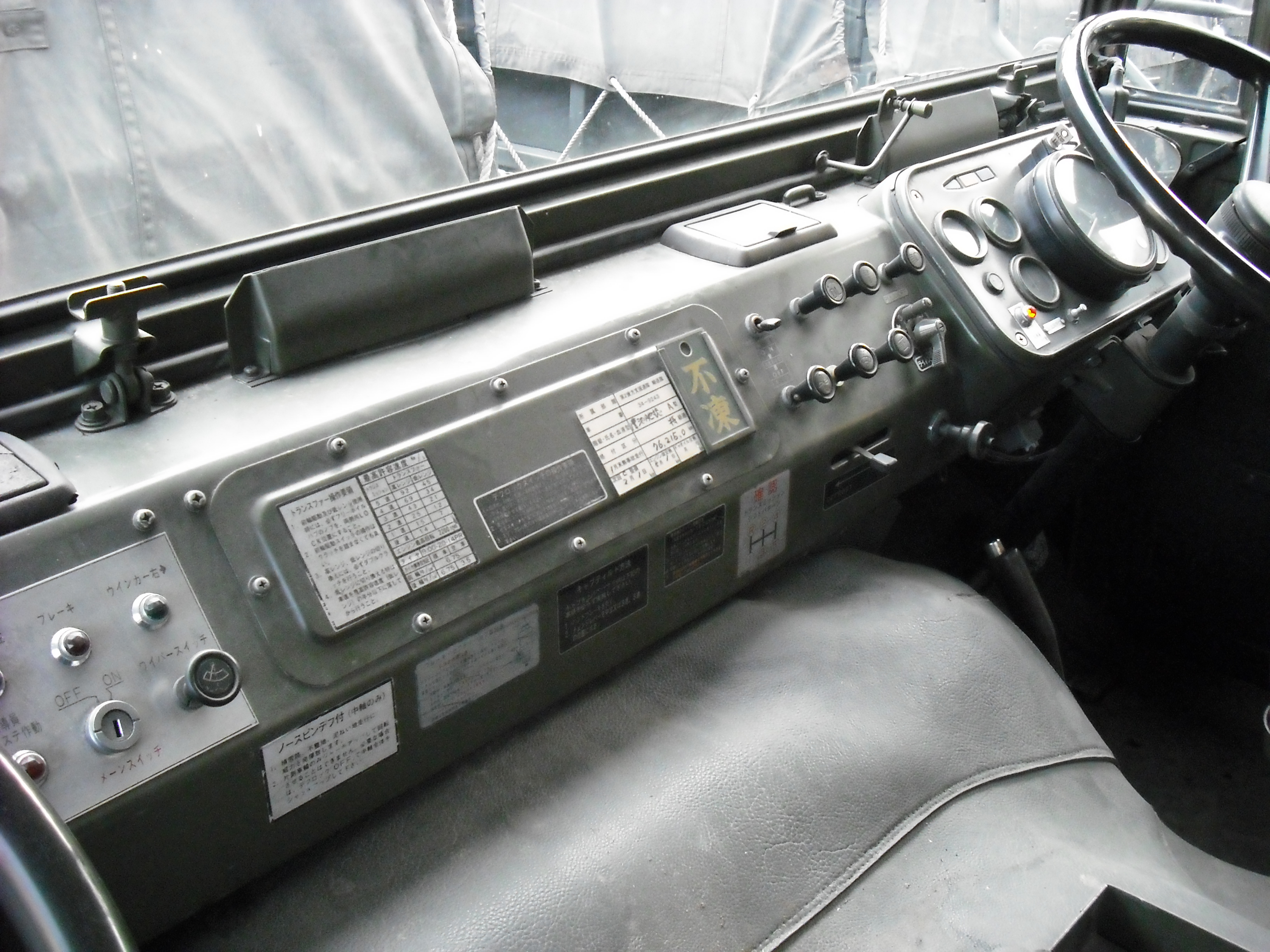
初期型の操作パネル
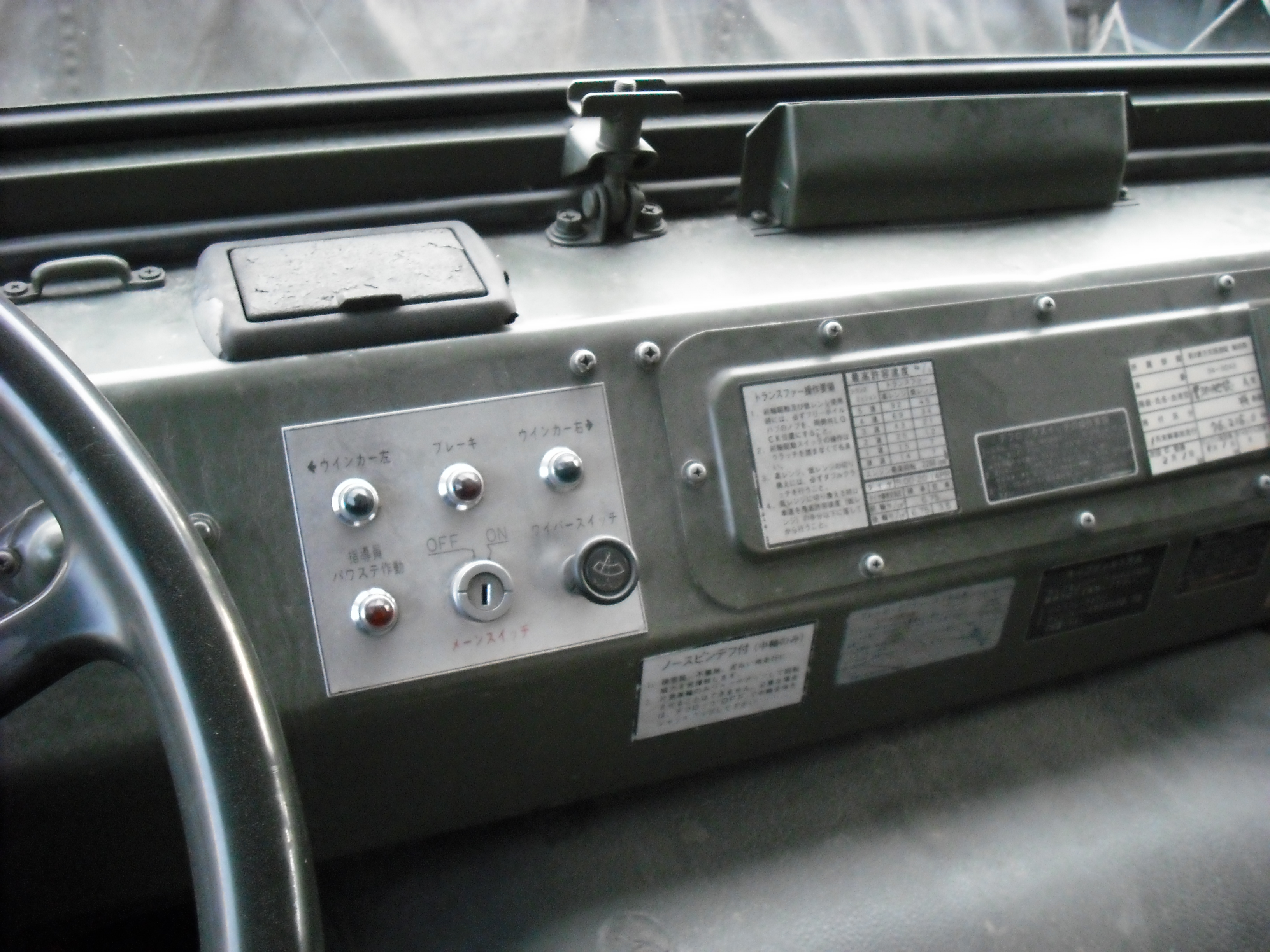
初期型教習車の教官席。教習生が指示通りの操作をしたか確認するランプ類が見える
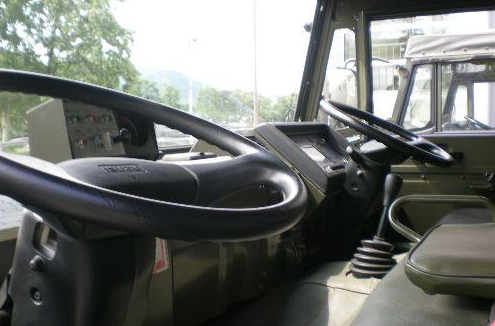
新型教習車内部。教官用確認灯はダッシュボード嵌め込みではなく上に移された

## 展示施設
2017年（平成29年）4月に、神奈川県藤沢市にオープンしたいすゞプラザでは、国内で唯一、3 1/2t半トラック（SKW）の常設展示を行っており、実際に運転席や後部荷台に座り触れる事が出来る。2022年（令和4年）7月より藤沢市消防局にて使用されていた救助工作車と展示内容を入れ替えており、一旦展示は終了したものの、救助工作車の展示が2025年（令和7年）3月1日で終了したことから、3月4日から再び展示されている。